# Mahamoud Ali Youssouf
Mahamoud Ali Youssouf, né le 2 septembre 1965, est un homme politique djiboutien. Il est ministre des Affaires étrangères de Djibouti de 2005 à 2025 puis élu président de la Commission de l'Union africaine la même année.

## Biographie
À l'issue de sa scolarité, il obtient son baccalauréat au lycée de Djibouti en 1985.
Entre 1985 et 1990, il est étudiant en langues étrangères appliquées à l'université Lyon II. Durant l'année 1988, il étudie la gestion des entreprises à l'université de Liverpool. En 1995, il obtient un magistère en management à l'université Laval. Mahamoud Ali Youssouf prépare ensuite une thèse à l'Université libre de Bruxelles.

## Carrière et parcours politique
En mars 1992, il intègre le ministère des Affaires étrangères, où il est nommé directeur du département du monde arabe en juin 1996. En janvier 1997, il est nommé ambassadeur auprès de l'Égypte.
En juillet 2001, il devient ministre délégué, chargé de la coopération internationale et, en mai 2005, il est promu ministre des Affaires étrangères et de la coopération internationale.
Mahamoud Ali Youssouf est candidat à la présidence de la Commission de l'Union africaine lors de l'élection de février 2025. Il est élu pour un mandat de 4 ans le 15 février 2025, au septième tour du scrutin avec le soutien de 33 États sur 49,.